# Pallavolo ai XV Giochi panamericani - Torneo maschile
Il XV campionato di pallavolo maschile ai Giochi panamericani si è svolto dal 23 al 28 luglio 2007 a Rio de Janeiro in Brasile, durante i XV Giochi Panamericani. Hanno preso parte al torneo 8 squadre nazionali nordamericane e sudamericane e la vittoria finale è andata al Brasile.

## Partecipanti
- Argentina
- Brasile
- Canada
- Cuba
- Messico
- Porto Rico
- Stati Uniti
- Venezuela

## Fase finale

### Finali 1º e 3º posto
|  | 1º posto - 4º posto | 1º posto - 4º posto | 1º posto - 4º posto |             |         | 1º/2º posto | 1º/2º posto | 1º/2º posto |  |
|  |                     |                     |                     |             |         |             |             |             |  |
|  | Brasile             | Brasile             | 3                   |             |         |             |             |             |  |
|  | Brasile             | Brasile             | 3                   |             |         |             |             |             |  |
|  | Venezuela           | Venezuela           | 0                   |             |         |             |             |             |  |
|  | Venezuela           | Venezuela           | 0                   |             | Brasile | Brasile     | 3           |             |  |
|  |                     |                     |                     |             | Brasile | Brasile     | 3           |             |  |
|  |                     |                     | Stati Uniti         | Stati Uniti | 0       |             |             |             |  |
|  | Stati Uniti         | Stati Uniti         | Stati Uniti         | Stati Uniti | 0       | 3           |             |             |  |
|  | Stati Uniti         | Stati Uniti         |                     |             |         | 3           |             |             |  |
|  | Cuba                | Cuba                | 1                   |             |         | 3º/4º posto | 3º/4º posto | 3º/4º posto |  |
|  | Cuba                | Cuba                | 1                   |             |         |             |             |             |  |
|  |                     |                     |                     |             |         |             |             |             |  |
|  |                     |                     |                     |             |         | Cuba        | Cuba        | 3           |  |
|  |                     |                     |                     |             |         | Cuba        | Cuba        | 3           |  |
|  |                     |                     |                     |             |         | Venezuela   | Venezuela   | 2           |  |

### Finali 5º e 7º posto
|  | 5º posto - 8º posto | 5º posto - 8º posto | 5º posto - 8º posto |           |            | 5º/6º posto | 5º/6º posto | 5º/6º posto |  |
|  |                     |                     |                     |           |            |             |             |             |  |
|  | Argentina           | Argentina           | 3                   |           |            |             |             |             |  |
|  | Argentina           | Argentina           | 3                   |           |            |             |             |             |  |
|  | Canada              | Canada              | 2                   |           |            |             |             |             |  |
|  | Canada              | Canada              | 2                   |           | Porto Rico | Porto Rico  | 3           |             |  |
|  |                     |                     |                     |           | Porto Rico | Porto Rico  | 3           |             |  |
|  |                     |                     | Argentina           | Argentina | 0          |             |             |             |  |
|  | Porto Rico          | Porto Rico          | Argentina           | Argentina | 0          | 3           |             |             |  |
|  | Porto Rico          | Porto Rico          |                     |           |            | 3           |             |             |  |
|  | Messico             | Messico             | 0                   |           |            | 7º/8º posto | 7º/8º posto | 7º/8º posto |  |
|  | Messico             | Messico             | 0                   |           |            |             |             |             |  |
|  |                     |                     |                     |           |            |             |             |             |  |
|  |                     |                     |                     |           |            | Messico     | Messico     | 0           |  |
|  |                     |                     |                     |           |            | Messico     | Messico     | 0           |  |
|  |                     |                     |                     |           |            | Canada      | Canada      | 3           |  |

## Classifica finale
| Classifica | Squadre     |
| ---------- | ----------- |
|            | Brasile     |
|            | Stati Uniti |
|            | Cuba        |
| 4          | Venezuela   |
| 5          | Porto Rico  |
| 6          | Argentina   |
| 7          | Canada      |
| 8          | Messico     |